# Рошиори (Васлуј)
Рошиори (рум. Roșiori) насеље је у Румунији у округу Васлуј у општини Бунешти Аверешти. Oпштина се налази на надморској висини од 167 m.

## Становништво
Према подацима из 2002. године у насељу је живело 240 становника, од којих су сви румунске националности.